# Royalty Pharma
Royalty Pharma ist ein US-amerikanisches Finanzunternehmen mit Sitz in New York City. Es besitzt Rechte an verschiedenen Medikamenten, welche von diversen Pharmariesen wie Sanofi, Merck & Co. oder Novartis vermarktet werden und kassiert dafür Anteile am Vertriebsumsatz (Royalty Interest).

## Geschichte
Royalty Pharma wurde 1996 von dem ehemaligen Investmentbanker Pablo Legorreta als Private-Equity-Unternehmen gegründet. Es erwarb Rechten an bedeutenden Medikamenten wie Humira, Imbruvica, Lyrica und Xtandi, wobei es die Medikamente nicht selbst produziert und vermarktet.
Im Juni 2020 erfolgte der Börsengang von Royalty Pharma an der New York Stock Exchange, wobei 2,2 Milliarden US-Dollar eingesammelt wurden.